# Lipidmonoschicht
Als Lipidmonoschicht wird in der Zellbiologie eine besondere Zellmembran bezeichnet, die ausschließlich in einigen Archaeen vorkommt. 
Diese Zellmembran besteht nicht wie bei Bacteria oder Eukaryoten üblich aus zwei Lipidschichten, sondern aus zwei Polyisoprenen, die in der Mitte verknüpft sind und so nur noch eine durchgehende Schicht bilden.
Diese Struktur der Zellmembran ist bei hyperthermophilen Archaeen zu finden. 
Aufgrund ihrer Verknüpfung wird die Membran sehr starr und widersteht so großen Temperaturen bis zu 121 °C (derzeit aktueller Rekord).